# Ascochyta leptospora
Ascochyta leptospora är en svampart som först beskrevs av Trail, och fick sitt nu gällande namn av Kanesuke Hara 1918. Ascochyta leptospora ingår i släktet Ascochyta, ordningen Pleosporales, klassen Dothideomycetes, divisionen sporsäcksvampar och riket svampar.

## Underarter
Arten delas in i följande underarter:
- septorioides
- acuta
- major
- minor